# Franciszek Maklakiewicz

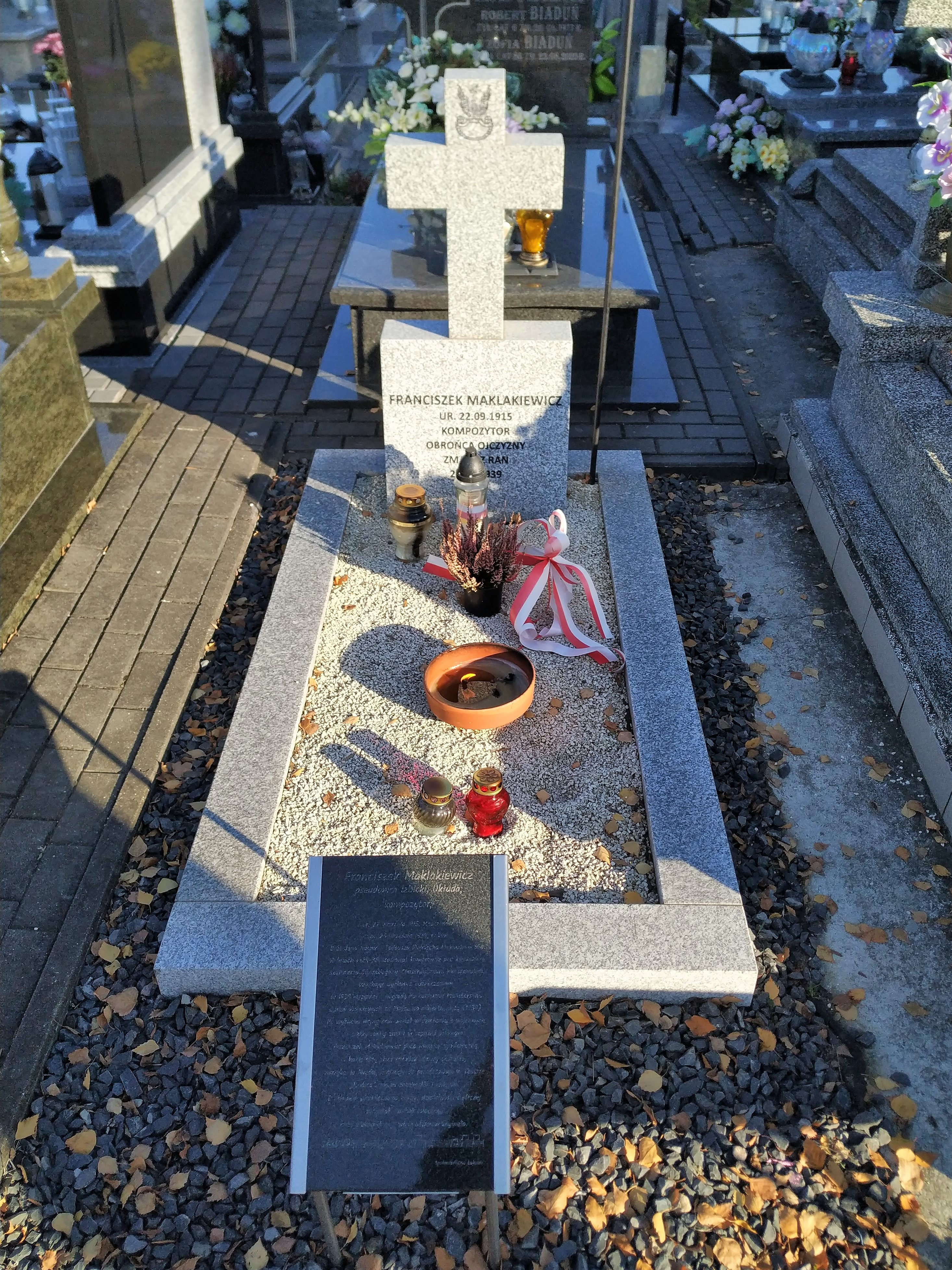
Grób Franciszka Maklakiewicza na cmentarzu św. Rocha w Łukowie

Franciszek Maklakiewicz, pseud. „Izbicki”, „Ukłuda” (ur. 22 września 1915 w Mszczonowie, zm. 26 września 1939 w Łukowie) – polski kompozytor. 

## Życiorys
Absolwent Gimnazjum im. Tadeusza Reytana w Warszawie (1934) i Konserwatorium Warszawskiego (1936). Dwaj spośród jego braci – Jan Adam Maklakiewicz i Tadeusz Wojciech Maklakiewicz – również byli kompozytorami. Laureat konkursu Ministerstwa Spraw Wojskowych (1939 rok) za utwór Marsz na orkiestrę dętą. 
Brał udział w kampanii wrześniowej, ciężko ranny zmarł w szpitalu polowym. Jego grobowiec znajduje się na cmentarzu parafialnym św. Rocha w Łukowie.
W 2021 roku Franciszek Maklakiewicz został pośmiertnie uhonorowany tytułem Honorowego Obywatela Łukowa.
W dorobku kompozytora znajdują się utwory symfoniczne, chóralne, muzyka filmowa i teatralna, a także pieśni żołnierskie i religijne.

## Literatura
- „Maklakiewicz Franciszek”, w: Encyklopedia Muzyczna PWM (pod red. Elżbiety Dziębowskiej), PWM, Kraków 2000